# Samantha Ewing
Samantha Ewing, az eredetiben Sue Ellen (született Shepard, később Lockwood), a Dallas című sorozat egyik szereplője. A sorozat kezdete óta Linda Gray alakítja. A sorozatban Jockey első felesége, és Johnny édesanyja. A Samantha nevet a magyar szinkronban kapta.

## Történet

### Eredeti sorozat
Amikor a 20 éves Sue Ellen Shepard elnyerte a Miss Texas címet 1967-ben, akkor találkozott leendő férjével, Jockey Ewinggal, aki az egyik zsűritag volt a szépségversenyen. Ezután hamarosan egymásba szerettek, és sok randevú után 1970. február 15-én összeházasodtak. Sajnos néhány év múlva házasságuk megromlott, nagyrészt azért, mert Jockey folyamatosan megcsalta más nőkkel, és gorombán bánt Samanthával. 
1978-ban a magányos Samantha viszonyt kezdett Cliff Barnes-szal. Nem sokkal ezután kiderült, hogy Samantha terhes, és először azt hitte, hogy Cliff a gyermek apja, mivel Jockey-val való házassága alatt egészen addig egyszer sem sikerült gyermeket nemzeniük. Samantha azt hitte, hogy szereti Cliffet, de rájött: nem tud Jockey nélkül élni; terhessége alatt vált belőle alkoholista. Jockey 1979-ben szanatóriumba küldte Samanthát, mert aggódott születendő gyermeke miatt. Samanthának viszont továbbra is sikerült az ivás, és részegen megszökött a szanatóriumból, majd autójával egy oszlopnak ütközött. Miután kórházba szállították, életet adott egyetlen fiának, John Ross Ewing III-nak. Fia születése után Samantha súlyos depresszióban szenvedett, és nem mutatott érdeklődést gyermeke iránt.
Ezután kezdett viszonyt a rodeócowboy Dusty Farlow-val, és közben pszichológushoz is járt. Hosszú hónapok után végül erőt nyert ahhoz, hogy elhagyja Jockey-t, és magával vigye a fiát. 